# Vanadiu

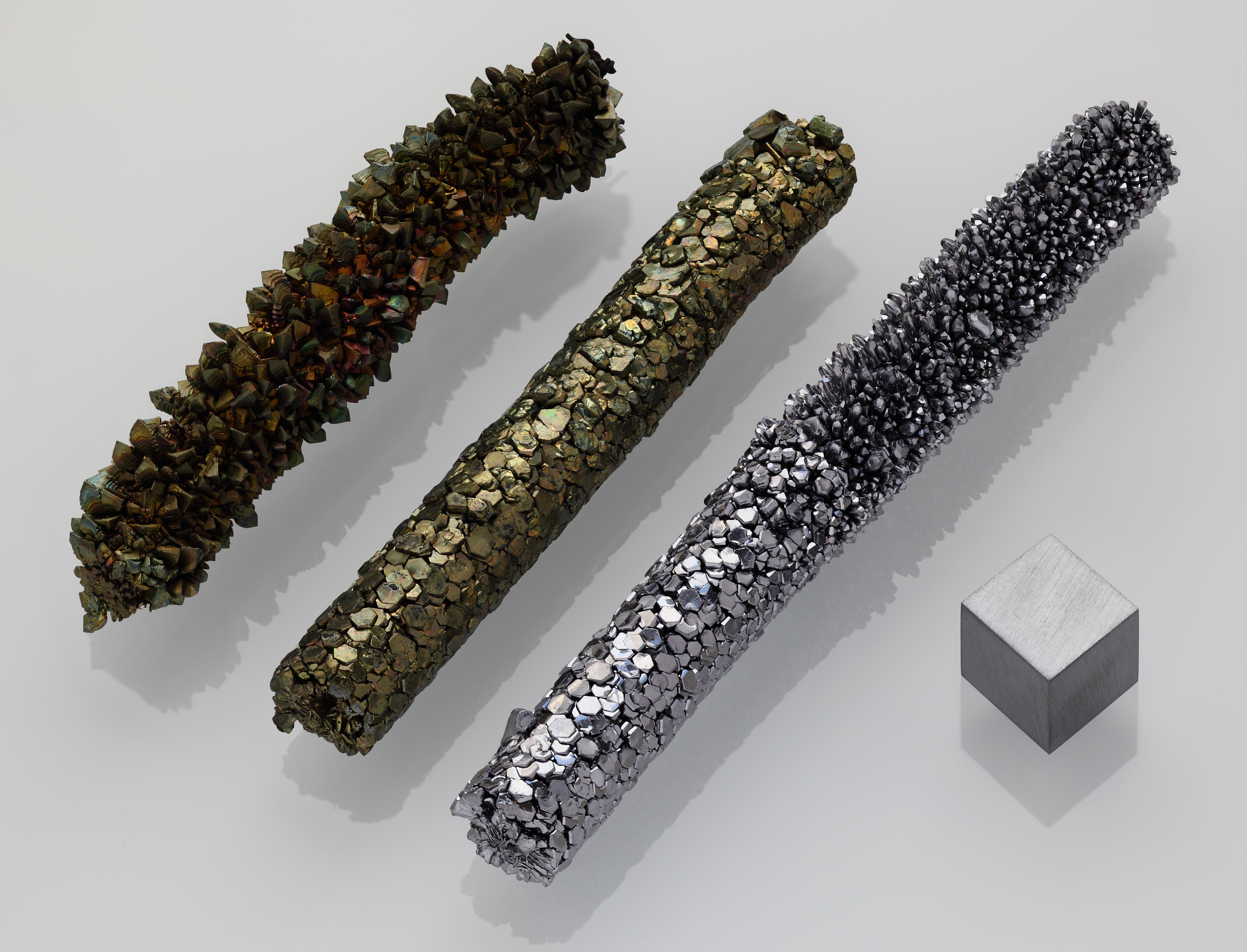
Trei bare de vanadiu cristalizat de înaltă puritate (99,9%), obținute prin procedeul van Arkel-de Boer, prezentând texturi diferite ale suprafețelor. Acestora le este alăturat un cub de vanadiu de 1cm^{3} (puritate 99,95%) pentru comparație.

Vanadiul este un element chimic cu simbolul V și numărul atomic 23. Este un metal tranzițional moale, ductil, de culoare cenușiu–argintie. Formarea unui strat protector de oxid stabilizează metalul față de oxidare. Vanadiul se găsește în natură numai sub formă de combinații. El este rezistent la acțiunea acizilor (precum acidul sulfuric) și a soluțiilor saline. Oxidarea metalului are loc la peste 660 °C, cu formare de V2O5. 
Vanadiul a fost descoperit în 1801 de Andrés Manuel del Río în urma studierii mineralului vanadit, pe care l-a denumit „eritroniu” deoarece – prin încălzire – majoritatea sărurilor sale își schimbă culoarea în roșu. Patru ani mai târziu el a fost convins de către alți oameni de știință (în mod eronat) că eritroniul era de fapt crom. Elementul a fost redescoperit în 1831 de  Nils Gabriel Sefström, care l-a denumit „vanadiu”, după Vanadis (zeița scandinavă a frumuseții și fertilității).
Elementul se găsește în natură în circa 65 de minerale diferite și în depozitele de combustibili fosili. În Rusia și China se obține din zgura de la oțelării, iar în alte țări ca produs secundar al mineritului uraniului sau ca produs de ardere ale fracțiunilor petroliere grele.
Vanadiul se topește la 1910°C și fierbe la 3407°C.

## Istoric
Vanadiul a fost descoperit în 1801 de mineralogul spaniol Andrés Manuel del Río . Del Río a extras elementul dintr-o probă de minereu mexican de „plumb brun”, numit mai târziu vanadinită . El a descoperit că sărurile sale prezintă o mare varietate de culori și, ca urmare, a numit elementul pancrom (greacă: παγχρώμιο „toate culorile”). Mai târziu, Del Río a redenumit elementul erythronium (greacă: ερυθρός „roșu”), deoarece majoritatea sărurilor au devenit roșii la încălzire. În 1805, chimistul francez Hippolyte Victor Collet-Descotils , susținut de prietenul lui del Río, baronul Alexander von Humboldt, a declarat în mod incorect că noul element al lui del Río era o probă impură de crom. Del Río a acceptat declarația lui Collet-Descotils și și-a retras afirmația. 
În 1831, chimistul suedez Nils Gabriel Sefström a redescoperit elementul într-un nou oxid pe care l-a găsit în timp ce lucra cu minereurile de fier . Mai târziu în acel an, Friedrich Wöhler a confirmat munca anterioară a lui del Río.  Sefström a ales un nume care începe cu V, care nu fusese încă atribuit niciunui element. El a numit elementul vanadiu după vechiul norvegian Vanadís (un alt nume pentru zeița nordică Vanir Freyja , ale cărei atribute includ frumusețea și fertilitatea), din cauza numeroșilor compuși chimici frumos colorați pe care îi produce.  În 1831, geologulGeorge William Featherstonhaugh a sugerat ca vanadiul să fie redenumit „ rionium ” după del Río, dar această sugestie nu a fost urmată. 

Izolarea vanadiului metal a fost dificilă. În 1831, Berzelius a raportat producția de metal, dar Henry Enfield Roscoe a arătat că Berzelius a produs nitrură, nitrură de vanadiu (VN). Roscoe a produs în cele din urmă metalul în 1867 prin reducerea clorurii de vanadiu (II) , VCl 2, cu hidrogen.  În 1927, vanadiul pur a fost produs prin reducerea pentoxidului de vanadiu cu calciu.

## Compușii elementului
Vanadiul formeaza cu oxigenul mai mulți oxizi: VO- monoxidul de vanadiu, V2O3 - trioxidul de vanadiu.

## Utilizare
Este utilizat la obținerea de oțeluri speciale necesare pentru angrenaje de mare viteză.
Vanadiul este o componentă importantă a catalizatorilor pentru reacțiile de oxidare. Aplicații tipice sunt oxidarea SO2 la 
trioxid de sulf (SO3), oxidarea propanului și propenei la acid acrilic, dehidrogenarea oxidativă a butanului, oxidarea butanului la anhidrida maleică.
Este de asemenea utilizat pentru reducerea selectivă catalitică a NOx cu amoniac. 
BiVO4 poate fi utilizat pentru sinteza electrochimică a H2O2.

## Rolul elementului în biologie
Cantități mari de vanadiu se găsesc probabil sub formă de toxine în unele organisme. Oxidul și alte câteva săruri au toxicitate moderată. În special, în mediul marin, vanadiul este utilizat de unele forme de viață ca centru activ al unor enzime, cum este de exemplu vanadiu bromoperoxidaza din unele alge. Vanadiul este probabil un micro nutrient pentru mamifere, dar rolul său nu este pe deplin cunoscut.